# رايس حميدو (فرقيطة)
رايس حميدو هو كورفيت من فئة نانوشكا كانت تتبع البحرية السوفيتية تحت الاسم أم أر كي-21، دخلت الخدمة عام 1980 ضمن القوات البحرية الجزائرية.

## التصميم والوصف
خططت الجزائر في البداية للحصول على أربع سفن من هذه الفئة، لكنها رفضت لاحقًا شراء سفينة رابعة بسبب الصعوبات المالية. تم بيع السفن الجزائرية رسميًا إلى عميل أجنبي في 22 فبراير 1980.
تبلغ الإزاحة القياسية / الكاملة لسفن المشروع 560/675 طنًا على التوالي. يبلغ طول السفينة 59,28 م وعرضها 11,79 م وعمق الغاطس 2.6 م. تتكون محطة توليد الكهرباء الرئيسية من ثلاثة محركات ديزل إم-507 بسعة 8600 لتر. مما يوفر سرعة كاملة تبلغ 34 عقدة وسرعة اقتصادية تبلغ 12 عقدة. يصل مدى الإبحار إلى 2500 ميل بحري. ويتكون الطاقم من 49 فردا من ضمنهم 7 ضباط.
يتكون التسلح من قاذفتين مزدوجتين من طراز كيه تي-15إم لصواريخ بي-20 المضادة للسفن (نسخة تصديرية من صواريخ بي-15 تيرميت المضادة للسفن)، ونظام صاروخي للدفاع الجوي أوسا-م، وقاذفة صواريخ أيه كيه-725، و قاذفتان للتشويش السلبي من طراز بي كيه-16. بدلاً من رادار تيتانيت، تم تركيب رادار رانجوت القديم، وفي نفس الوقت الغطاء من رادار تيتانيت.